# Susann Wippermann

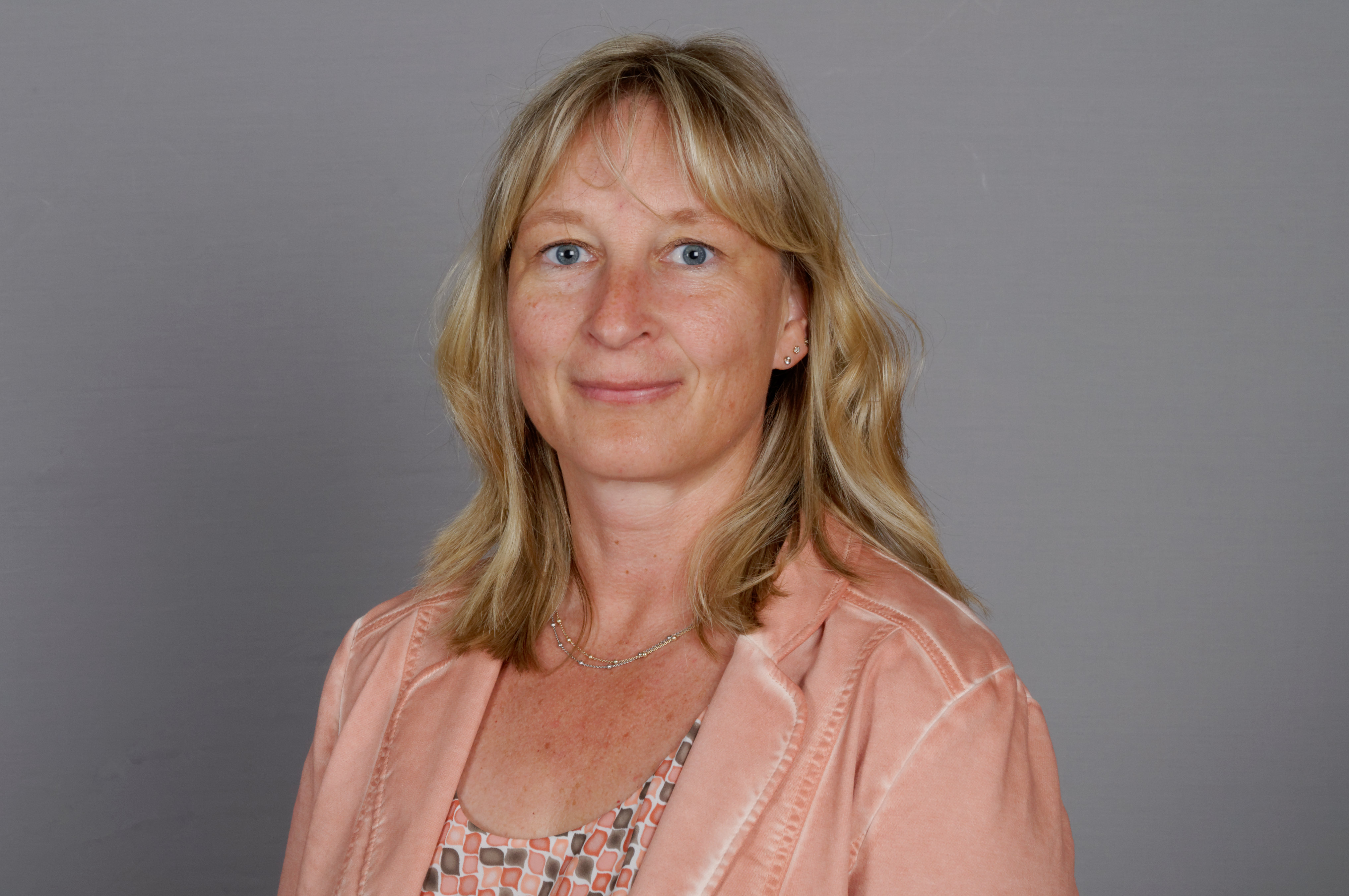
Susann Wippermann 2017

Susann Wippermann (* 6. Dezember 1971 in Ribnitz-Damgarten) ist eine deutsche Politikerin der Sozialdemokratischen Partei Deutschlands (SPD). Sie war vom 10. Januar 2014 bis 2021 Mitglied des Landtages von Mecklenburg-Vorpommern.

## Biografie
Wippermann begann 1988 nach Abschluss der POS „Friedrich Engels“ in Ribnitz-Damgarten eine Berufsausbildung mit Abitur als Facharbeiterin für Holztechnik. Von 1991 bis 1992 studierte sie an der Universität Rostock auf Lehramt ohne Abschluss, dann arbeitete sie bis 1997 als Möbelverkäuferin. Einer anschließenden Ausbildung zur Fachinformatikerin von 1998 bis 2000 folgte eine Tätigkeit in einem Bauplanungsbüro. Von 2007 bis 2014 absolvierte sie ein Studium für Soziologie und öffentliches Recht an der Universität Rostock.
Wippermann ist verwitwet und hat drei Kinder.

## Politik
Susann Wippermann ist 2006 in die SPD eingetreten. Von 2009 bis 2013 war sie Mitglied des Landesvorstands Mecklenburg-Vorpommern. Seit 2009 ist sie Mitglied der Stadtvertretung Ribnitz-Damgarten und des Kreistages Nordvorpommern bzw. Vorpommern-Rügen. Nach dem Ergebnis der Landtagswahl am 4. September 2011 hätte sie beinahe über die Landesliste ihrer Partei ein Abgeordnetenmandat erhalten. Aufgrund der in der Nachwahl im Landtagswahlkreis Rügen I am 18. September 2011 abgegebenen Stimmen scheiterte ihre Kandidatur. Im Januar 2014 konnte sie in das Landesparlament einziehen, als Nachrückerin für Margret Seemann, die ihr Mandat zum Antritt des Bürgermeisteramts für die Stadt Wittenburg niederlegen musste. Sie war bis 2021 stellvertretende Fraktionsvorsitzende.